# Fausto di Bisanzio
Fausto di Bisanzio (in armeno Փավստոս Բուզանդ?, P’awstos Buzand; in latino Pavstos Buzand; fl. IV secolo) è stato uno storiografo armeno del V secolo, autore di una Storia dell'Armenia fondamentale per conoscere il periodo compreso fra il 330 a il 387.

## Biografia
Non si sa molto su Fausto di Bisanzio. L'unico riferimento antico risale a Lazzaro di Parp, uno storiografo del V secolo il quale nell'introduzione della sua Storia dell'Armenia cita, fra gli storiografi che lo hanno preceduto, Agatangelo e «P'awstos Buzandac'i», nome quest'ultimo interpretato di solito come Fausto di Bisanzio. Nella Storia degli Armeni di Fausto è citato un vescovo collaboratore di San Narses di nome «P’awstos» (Fausto), col quale alcuni hanno identificato l'autore. Anahit Perikhanian ha attribuito tuttavia al termine «buzand» il significato di «bardo», anziché quello di «bizantino»; questa ipotesi ha spinto Nina Garsoïan ha intitolare la sua traduzione in lingua inglese della Storia di Fausto, «The epic histories».

## LaStoria degli Armeni
Anche il titolo Storia degli Armeni (traslitterazione dall'armeno: P'awstosi Buzandac'woy Patmut'iwn Hayoc') è di Lazzaro di Parp. L'opera tratta la storia degli Armeni dal 330 (morte di Tiridate III di Armenia) al 387 (divisione dell'Armenia fra Bisanzio e i Persiani). L'opera è divisa in quattro libri, numerati attualmente dal III ("Inizio") al VI ("Fine"). Lazzaro di Parp cita come secondo libro quello che per noi è il IV, il che fa ritenere che l'attuale numerazione dei libri sia riferita a una raccolta costituita dopo il V secolo e che comprendeva inizialmente due libri, probabilmente di altro autore. Garsoïan ha comunque dimostrato che la Storia di Fausto fu scritta direttamente in armeno, e non in greco e poi tradotta in armeno come si era supposto in precedenza. L'opera è comunque importante nella letteratura armena per la limpidezza dello stile e per il contenuto; l'autore fornisce infatti anche informazioni preziose sui costumi e sulla vita religiosa nel Regno d'Armenia del IV secolo.